# Peter Ramage
Pour les articles homonymes, voir Ramage.
Peter Ramage, né le 22 novembre 1983 à Ashington, est un footballeur anglais qui joue au poste de défenseur.

## Biographie
Le 21 mai 2012, QPR annonce que Ramage est libéré à l'issue de son contrat, qui court jusqu'au 30 juin.
Le 7 août suivant, il signe un contrat d'un an en faveur de Crystal Palace.
Le 2 septembre 2013, il rejoint Barnsley en prêt d'un an. 
Le 3 octobre 2014 il rejoint de nouveau Barnsley en prêt de trois mois.
Le 7 janvier 2016, il rejoint Coventry City. Le 17 mars 2016, il est prêté à Leyton Orient pour un mois.

## Palmarès
- Queens Park Rangers
  - Champion d'Angleterre de D2 en 2011.